# Roland Werner

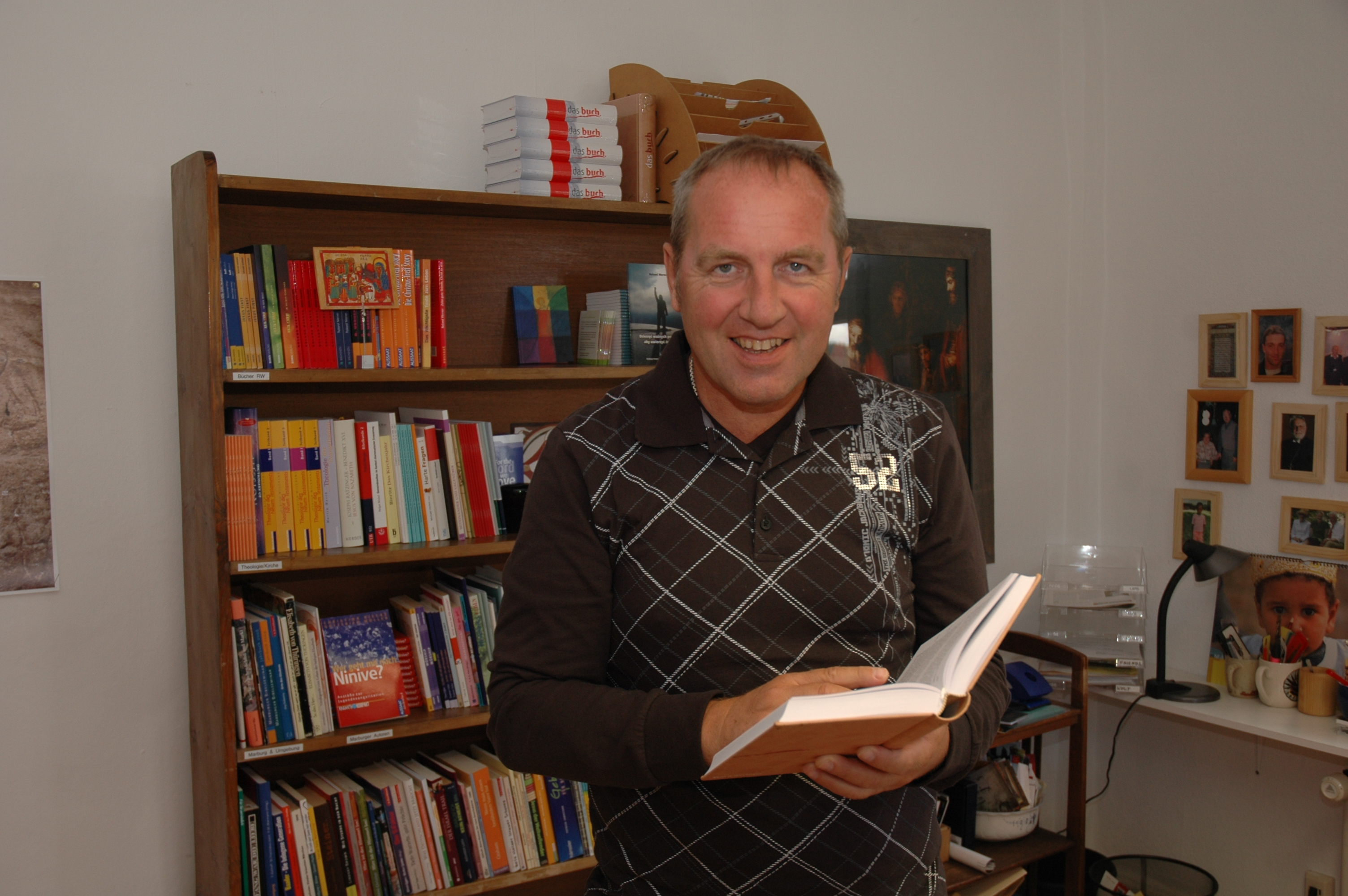
Roland Werner, 2009

Roland Werner (* 1. Juli 1957 in Duisburg-Beeck) ist ein deutscher Sprachwissenschaftler und evangelikaler Theologe. Von 2011 bis 2015 war er Generalsekretär des CVJM-Gesamtverbandes in Deutschland. Seit 2016 ist er Professor für Theologie im globalen Kontext an der evangelikalen Evangelischen Hochschule Tabor in Marburg. Er betätigt sich als Bibelübersetzer, Buchautor und Referent, publiziert auf den Gebieten Sprachwissenschaft (Afrikanistik) und Theologie (geistliches Leben, Apologetik, Mission) und schreibt regelmäßig Kolumnen in christlichen Zeitschriften. 2017 kuratierte er die Bibelausstellung „Unser Buch“ zum Reformationsjubiläum in Augsburg und in Wittenberg. Seit Januar 2018 ist er Vorsitzender des deutschen Zweigs der internationalen Lausanner Bewegung.

## Leben

### Jugend, Studium und Privates
Werner besuchte in Duisburg das Gymnasium. Das elfte Schuljahr absolvierte er an der Nathan Hale High School in Seattle (USA). Nach dem Abitur in Duisburg studierte er von 1976 bis 1978 in Marburg evangelische Theologie, Semitistik, Afrikanistik, vergleichende Religionswissenschaft und Religionsgeschichte. Von 1978 bis 1980 studierte er in Münster evangelische Theologie und Arabistik, ab 1980 erneut in Marburg evangelische Theologie, Afrikanistik und Religionsgeschichte. Während seines Marburger Studiums hielt sich Werner mehrmals in Ägypten und im Sudan auf.
Seit 1983 ist Roland Werner mit der Theologin und Schriftstellerin Elke Werner, geborene Brands, verheiratet.

### Forschung und Lehre
Im Februar 1986 wurde er mit einer Arbeit zum Thema Grammatik des Nobiin. Phonologie, Tonologie und Morphologie mit dem Prädikat magna cum laude zum Doktor der Philologie promoviert. Von 1993 bis 1995 erforschte er mit einem DFG-Stipendium nordsudanesische Sprachen. Von 1993 bis 1996 hatte er ein Habilitationsstipendium für Afrikanistik an der Universität Bayreuth.
Von 1987 bis 1989 war Werner über die Deutsche Forschungsgemeinschaft bei der Universität Frankfurt am Main angestellt und führte Forschungsarbeiten über das Midob (Darfur-Nubisch) durch. Parallel hierzu hatte er von 1986 bis 1990 eine Gastdozentur für Hebräisch und Altes Testament am Theologischen Seminar Tabor (heute: Evangelische Hochschule Tabor) inne, wo er seit August 2016 Honorarprofessor für Theologie im globalen Kontext ist. Nach 1996 unternahm er weitere Forschungen im Sudan. 1992 hatte er einen Lehrauftrag für Sudanische Sprachen an der Humboldt-Universität. Er war 1996, 2004 und 2006 Inhaber einer Gastprofessur am evangelikalen Gordon Conwell Theological Seminary, South Hamilton (Boston), Massachusetts, USA.
Im Februar 2012 wurde er mit seiner Forschungsarbeit zum Thema „Christentum in Nubien. Geschichte und Gestalt einer frühen afrikanischen Kirche“ zum Doktor der Theologie promoviert.

### Umgang mit Homosexualität
Werner veröffentlichte bis in die neunziger Jahre hinein als Autor und Herausgeber zu den Themen Homosexualität und „Innere Heilung“ sowie zur Seelsorge an Homosexuellen. In einem Artikel über Homosexualität allgemein vertrat er 1998 die Auffassung, dass „praktizierte Homosexualität“ im Alten und Neuen Testament als Sünde angesehen werde. An anderer Stelle sagte er aber ausdrücklich, dass er „seine inzwischen überwundene homosexuelle Neigung“ weder für Sünde noch für eine Krankheit hielt. Nach Hedwig Porsch teilen christliche Ex-Gays seine sexualmoralischen Vorstellungen, und nach einem Artikel in der linksalternativen Tageszeitung taz galt Werner 1990 in evangelikalen Kreisen als persönliches Beispiel für die Möglichkeit der Veränderung der sexuellen Orientierung von Homosexualität zu Heterosexualität.

### Tätigkeit in christlichen Organisationen
Werner war 1981 Mitbegründer und war bis 2013 Leiter der Kommunität Jesus-Gemeinschaft. Mit seiner Frau leitete er die damit verbundene ökumenische Gemeinschaft Christus-Treff (CT) in Marburg, Jerusalem und Berlin.
Im Jahr 1990 wurde Werner zum Universitätsevangelisten der Studentenmission in Deutschland (smd) berufen, eine Position, die er bis 1992 behielt.

1996 übernahm er die Leitung des christlichen Jugendkongresses Christival, dessen Vorsitz er bis 2011 innehatte. 1998 und 2000 war Werner Referent von Jesus House, einer deutschlandweiten Jugendevangelisation. 

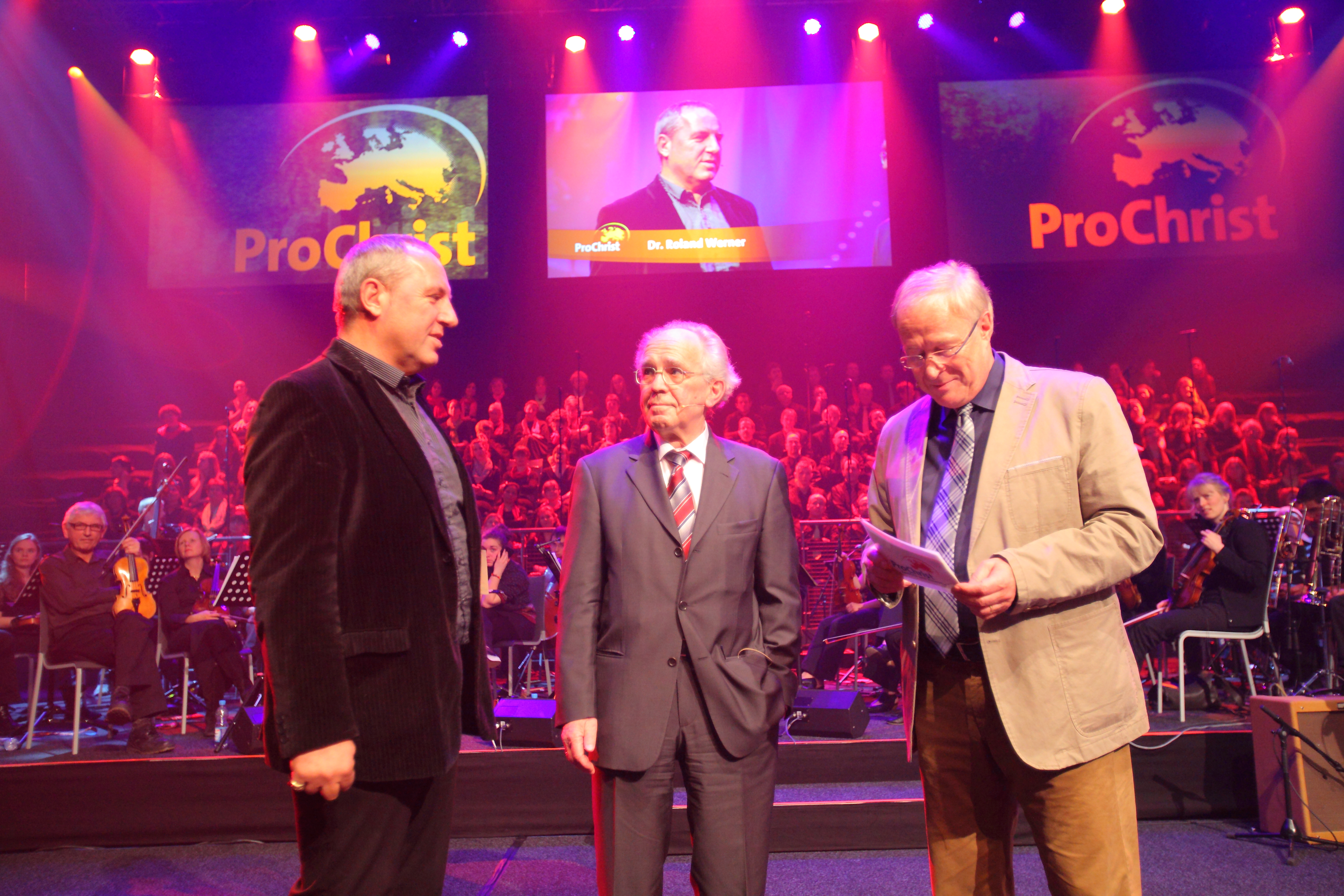
Roland Werner und Raimund Utsch, neuer und alter 1. ProChrist-Vorsitzender, bei der Staffelstab-Übergabe mit Moderator Jürgen Werth (vlnr), 10. März 2013

 Roland Werner engagierte sich bei ProChrist und beim Spring-Festival. Seit 1997 ist er Vereinsmitglied von ProChrist und übernahm auf Beschluss der ProChrist-Mitgliederversammlung am 5. Februar 2013 in Kassel zum 1. April 2013 als Erster Vorsitzender die Leitung des Vereins ProChrist e. V., die er bis Ende 2023 innehatte. In diesem Ehrenamt löste er Raimund Utsch, früherer Vorstand der Ruhrkohle AG aus Marl, ab. Von 2004 bis 2006 war er aufgrund seiner Tätigkeit in der Jesus-Gemeinschaft berufenes Mitglied des Ausschusses der Evangelischen Kirche in Deutschland (EKD) zum Thema Kommunitäten und geistliche Gemeinschaften in der EKD sowie Protokollführer des Treffens Geistlicher Gemeinschaften in der EKD.
Von 2006 bis 2024 war er Vorstandsmitglied des Jerusalemsvereins im Berliner Missionswerk, der als Partner der Evangelical Lutheran Church in Jordan and the Holy Land die deutschen evangelischen Ländereien im Heiligen Land verwaltet, und Vorstandsmitglied der Evangeliumsgemeinschaft Mittlerer Osten (EMO) in Wiesbaden. Seit 2005 ist er Mitglied im Leitungskreis der Lausanner Bewegung (Koalition für Evangelisation).
Am 3. Juli 2010 wurde Roland Werner zum Generalsekretär des CVJM gewählt. Er trat das Amt zum 1. April 2011 an und wurde am 16. April vom amtierenden EKD-Ratsvorsitzenden Nikolaus Schneider in sein Amt eingeführt. Zum 31. März 2015 beendete Werner auf eigenen Wunsch die Zusammenarbeit.
Am 30. August 2007 wurde er zum Prädikanten der Evangelischen Kirche von Kurhessen-Waldeck ernannt. Seit 2008 arbeitete Werner an einer neuen Übersetzung der Bibel ins Deutsche. Zum Christival 2008 erschien als Werkstattausgabe vorab das Johannesevangelium unter dem Titel Das Buch. Der Bericht von Johannes. Das vollständige Neue Testament erschien Anfang August 2009 und hat in den ersten vier Auflagen über 28.000 Exemplare erreicht. Im Juli 2014 erschien eine um die Psalmen erweiterte Auflage (Neues Testament und Psalmen).
Roland Werner ist ferner Mitglied des Beirats des von Heinz-Horst Deichmann (1926–2014) 1977 begründeten caritativen Vereins wortundtat (Essen-Borbeck) und Dozent am Marburger Zinzendorf-Institut.
2018 verlieh ihm die Deutsche Bibelgesellschaft in Anerkennung seines Einsatzes für die Verbreitung der Bibel die „Canstein-Medaille“.
Im Januar 2021 wurde seine Bibelübersetzung das Buch – Neues Testament und Psalmen in die Reihe der auf der Internetplattform „Bibleserver“ erscheinenden Bibelversionen aufgenommen.
Bis 2022 war er Mitglied des Hauptvorstands der Deutschen Evangelischen Allianz.

## Schriften

### Sprachwissenschaft/Afrikanistik
- The Old-Nubian Bible – An almost Unknown Early African Bible. In: Yearbook on the Science of Bible Translation: 12th Forum Bible Translation 2016: 200th Anniversary of the Norwegian Bible Society. Hrsg. von Gunnar Johanstad und Eberhard Werner. VTR Publications 2017, ISBN 978-3-95776-062-3.
- (Hrsg.): Nobiiguun Kummaanchii – Nubian Stories. Collected by Mohamed El-Hadi Hassan Hashim, Berlin 2005 (Kurzbeschreibung auf Englisch (Memento vom 9. Juli 2010 im Internet Archive))
- Tìdn-Áal – A Study of Midob (Darfur-Nubian), Band 17 der Reihe: Sprache und Oralität in Afrika. Dietrich Reimer Verlag, 1993, ISBN 3-496-02507-7.
- Die Wüste soll blühen – Anfänge im Nordsudan, Brendow 1990, ISBN 3-87067-368-0.
- Grammatik des Nobiin (Nilnubisch): Phonologie, Tonologie u. Morphologie. Band 1 der Reihe: Nilo-Saharan Hamburg, Buske 1987; Zugleich: Marburg, Universität Dissertation 1986, ISBN 3-87118-851-4.
- Nubien unter dem Kreuz. 1000 Jahre christlicher Geschichte im Sudan, (mit Gertrud von Massenbach und Eberhard Troeger), Verlag der Evangeliumsgemeinschaft Mittlerer Osten (EMO)[27] Wiesbaden 1982

### Theologie
- Faszination frühe Christen … und ihre Strahlkraft für unsere Zeit. Fontis-Verlag, Basel 2025. ISBN 978-3-03848-295-6.
- Das Buch. Neues Testament, Psalmen, Sprichwörter. (Revidierte und um die Übersetzung der „Sprichwörter“ erweiterte Neuauflage.) SCM R. Brockhaus, Witten 2022, ISBN 978-3-417-02005-2.
- Pioniere und Propheten. 366 Frauen und Männer aus der Kirchengeschichte.  (Hrsg.: gemeinsam mit Johannes Nehlsen), Fontis-Verlag, Basel 2022. ISBN 978-3-03848-232-1.
- Unser Buch – Die Geschichte der Bibel von Mose bis zum Mond. Vandenhoeck & Ruprecht, Göttingen 2017, ISBN 978-3-525-54064-0.
- Gesichter und Geschichten der Reformation. 366 Lebensbilder aus allen Epochen. (Hrsg.: gemeinsam mit Johannes Nehlsen), Fontis-Verlag, Basel 2016, ISBN 978-3-03848-091-4.
- YOUBE. Evangelischer Jugendkatechismus. Zusammen mit Dominik Klenk und Bernd Wannenwetsch, Fontis-Verlag, Basel 2015, ISBN 978-3-03848-034-1.
- Das Buch. Neues Testament und Psalmen (Neue Bibelübersetzung), SCM. R. Brockhaus, Witten 2014, ISBN 978-3-417-26197-4
- Das Christentum in Nubien. Geschichte und Gestalt einer afrikanischen Kirche. Studien zur Orientalischen Kirchengeschichte Bd. 48. Münster 2013, ISBN 978-3-643-12196-7.
- Das Buch (Neue Bibelübersetzung), SCM. R. Brockhaus, Witten 2009, ISBN 978-3-417-26111-0.
- Das Buch. Der Bericht von Johannes (Neue Bibelübersetzung), SCM. R. Brockhaus, Witten 2008, ISBN 978-3-417-26108-0.
- Provokation Kreuz. Warum musste Jesus sterben?, Hänssler 2005, ISBN 3-7751-4415-3.
- Faszination Jesus. Was wir wirklich von Jesus wissen können. Brunnen-Verlag, 3. Auflage. Gießen 2005, ISBN 3-7655-1349-0.
- Day of Devastation – Day of Contentment. The History of the Sudanese Church across 2000 years. (mit William Anderson und Andrew Wheeler), Paulines Publications Africa, Nairobi 2002, ISBN 9966-21-529-8.
- Verbindungen zwischen der nubischen Kirche und dem syro-palästinischen Raum im Mittelalter. In: Tamcke, M., Schwaigert, W. und E. Schlarb (Hrsg.): Syrisches Christentum weltweit. Studien zur syrischen Kirchengeschichte. Festschrift Wolfgang Hage. Studien zur Orientalischen Kirchengeschichte Bd. 1: 278–306. Münster 1995, ISBN 3-8258-2505-1.

### Geistliches Leben, Apologetik, Mission
- Wertvoll. 40 Jahre Christus-Treff - Gemeinde, Gemeinschaft, Bewegung. (Mit Markus Heide) Edition Wortschatz 2022.  ISBN 978-3-943362-80-0.

- Ostern ist mehr. SCM Hänssler, Holzgerlingen 2018, ISBN 978-3-7751-5820-6.
- Weihnachten ist mehr. SCM Hänssler, Holzgerlingen 2017, ISBN 978-3-7751-5815-2.
- Allein bei Gott findet meine Seele Ruhe. Gebete der Bibel – neu entdeckt. SCM, 2017. ISBN 978-3-417-26827-0.
- Du legst die Hand mir auf die Schulter – Gedichte, Gedanken, Gebete. Neukirchener Aussaat, 2017, ISBN 978-3-7615-6387-8.
- Welcome – Was Christen Glauben. SCM ERF Verlag, 2015.
- 366 mal Hoffnung. Geistliche Impulse zum Denken und Leben. Brendow Verlag, 2015, ISBN 978-3-86506-679-4.
- Dein König kommt zu dir. Mit den Wochensprüchen durch das Kirchenjahr. Präsenz-Verlag, 2013, ISBN 978-3-87630-229-4.
- Gemeinsam unterwegs. Gedanken, Gesichter und Geschichten aus 30 Jahren Christus-Treff. Neufeld-Verlag, 2012, ISBN 978-3-943362-02-2.
- das wort – das buch – das leben. 366 Impulse für einen guten Tag. SCM R.Brockhaus, 2011, ISBN 978-3-417-26430-2.
- Von Jesus bewegt – Nachfolge mit Kopf, Herz, Hand und Fuß. Hänssler-Verlag, 2008, ISBN 978-3-7751-4866-5.
- Weihnachten ist mehr – Von Windeln, Wundern und Weisen. Hänssler, 2007, ISBN 978-3-86122-947-6.
- Du weißt, dass ich dich lieb habe – Begegnungen mit Jesus im Heiligen Land. Francke-Verlag, 2007, ISBN 978-3-86122-947-6.
- Wie Pilger auf dem Weg – Gottes Spuren entdecken. R. Brockhaus Verlag, 2007, ISBN 978-3-417-26713-6.
- Worte des Glaubens – Nachsinnen über das, was wirklich trägt. Francke Verlag, 2007, ISBN 978-3-86122-893-6.
- Mehr wert als Millionen. Sabine Ball, das „stoffwechsel“ und Gottes gefundene Kinder. 2. Auflage. Brunnen-Verlag, Gießen 2006, ISBN 3-7655-1897-2.
- Jesus Christus – Sieben Gründe, warum ich ihm nachfolge. Neufeld Verlag, 2006, ISBN 3-937896-30-9.
- Christ werden – Mensch sein. Francke-Verlag, 2005
- Ja klar, ich will Jesus entdecken! 2. Auflage. Johannis, 2005, ISBN 3-501-05262-6.
- The 12/25 Challenge: Reaching the Youth Generation. Lausanne Occasional Paper No. 52. In: A New Vision, a New Heart, a Renewed Call. Volume Two. S. 559–629. Lausanne Occasional Papers from the 2004 Forum for World Evangelization hosted by the Lausanne Committee for World Evangelization in Pattaya, Thailand, September 29-October 5, 2004, ISBN 0-87808-364-2.
- Zehn gute Gründe, Christ zu sein. 7. Auflage. Aussaat, 2004, ISBN 3-7615-3426-4.
- Reggae, Rum und real Worship. Ansichten und Einsichten eines christlichen Globetrotters. Brunnen-Verlag, Gießen 2004, ISBN 3-7655-3773-X.
- Die Christus-Treff Story. Geschichte einer Gemeinschaft im Aufbruch. Aussaat, 2002, ISBN 3-7615-5285-8.
- On Fire – Anstiftungen zur Jesus-Revolution. 3. Auflage. Aussaat, 2002, ISBN 3-7615-4901-6.
- Aufbruch zu Gott – Unterwegs zu einem reifen Glauben. R. Brockhaus, 2002, ISBN 3-417-20601-4.
- Von Gottes Geist berührt. R. Brockhaus, Haan 2001, ISBN 3-417-24436-6.
- Renate Graßl, Dorothee Dziewas, Roland Werner (Hrsg.) What would Jesus do? Mitarbeiterhandbuch. Oncken, Wuppertal/Kassel 1999, ISBN 3-7893-7552-7.

### Homosexualität
- Homosexualität und Seelsorge. Brendow 1993, ISBN 3-87067-526-8.
- Homosexualität – ein Schicksal? Innere Heilung – Lebensbilder – Thesen zur Seelsorge – das Zeugnis der Bibel. Brendow 1988, ISBN 3-87067-322-2.
- Christ und homosexuell? Begegnungen und Berichte. Brendow 1981, ISBN 3-87067-147-5.